# Wielerweek van Valencia
Wielerweek van Valencia (Setmana Ciclista Valenciana), voluit Setmana Ciclista – Volta Femenina de la Comunitat Valenciana, is een meerdaagse wielerwedstrijd voor vrouwen in de Spaanse regio Valencia. De wedstrijd wordt sinds 2017 gehouden en bestaat uit vier etappes die alle edities de provincies Alicante, Castellón en Valencia aandeden.
De wedstrijd had van 2017 tot 2020 de UCI 2.2-status en werd in 2021 gepromoveerd tot categorie 2.1. Vanaf 2023 is de wedstrijd onderdeel van de UCI Women's ProSeries met de 2.Pro-status. Het is een van de weinige etappekoersen voor vrouwen in het voorjaar en wordt vaak gebruikt als voorbereiding op de voorjaarsklassiekers.
In 2020 won de Nederlandse Anna van der Breggen, in 2021 en 2022 won haar landgenote Annemiek van Vleuten en in 2025 Demi Vollering. In 2023 ging de eindzege naar de Belgische Justine Ghekiere.
De wedstrijd dient niet verward te worden met de eendaagse wedstrijd Vuelta a la Comunitat Valenciana Féminas (kortweg Vuelta CV Féminas) die vanaf 2019 wordt verreden op de slotdag van de meerdaagse Ronde van Valencia voor mannen.

## Erelijst
| Jaar | Periode  | Winnaar               | Tweede                 | Derde                  |
| ---- | -------- | --------------------- | ---------------------- | ---------------------- |
| 2017 | 08-11/03 | Cecilie Uttrup Ludwig | Arlenis Sierra         | Ashleigh Moolman-Pasio |
| 2018 | 22-25/02 | Hannah Barnes         | Ashleigh Moolman-Pasio | Alicia González        |
| 2019 | 21-24/02 | Clara Koppenburg      | Soraya Paladin         | Ashleigh Moolman-Pasio |
| 2020 | 20-23/02 | Anna van der Breggen  | Clara Koppenburg       | Demi Vollering         |
| 2021 | 06-09/05 | Annemiek van Vleuten  | Mavi García            | Katrine Aalerud        |
| 2022 | 17-20/02 | Annemiek van Vleuten  | Cecilie Uttrup Ludwig  | Marta Cavalli          |
| 2023 | 16-19/02 | Justine Ghekiere      | Ashleigh Moolman       | Amanda Spratt          |
| 2024 | 15-18/02 | Marlen Reusser        | Katarzyna Niewiadoma   | Niamh Fisher-Black     |
| 2025 | 13-16/02 | Demi Vollering        | Marlen Reusser         | Anna van der Breggen   |

Overwinningen per land
| Overwinningen | Land                                                            |
| ------------- | --------------------------------------------------------------- |
| 4             | Nederland                                                       |
| 1             | België, Denemarken, Duitsland, Verenigd Koninkrijk, Zwitserland |

## Edities

### 2017
|                | Start - Finish              | Afstand        | Eerste                | Tweede                | Derde                  |
| -------------- | --------------------------- | -------------- | --------------------- | --------------------- | ---------------------- |
| 1e etappe      | Vila-real - Vila-real (TTT) | 06,6 km        | BePink                | Cervélo-Bigla         | Astana Women's Team    |
| 2e etappe      | Gandia - Gandia             | 110 km         | Ann-Sophie Duyck      | Cecilie Uttrup Ludwig | Marta Bastianelli      |
| 3e etappe      | Alicante - Alicante         | 087 km         | Arlenis Sierra        | Giorgia Bronzini      | Katie Archibald        |
| 4e etappe      | Valencia - Valencia         | 096 km         | Lydia Boylan          | Kelly Druyts          | Katie Archibald        |
| Eindklassement | Eindklassement              | Eindklassement | Cecilie Uttrup Ludwig | Arlenis Sierra        | Ashleigh Moolman-Pasio |

### 2018
|                | Start - Finish        | Afstand        | Eerste            | Tweede                 | Derde             |
| -------------- | --------------------- | -------------- | ----------------- | ---------------------- | ----------------- |
| 1e etappe      | Ròtova - Gandia       | 118 km         | Hannah Barnes     | Ashleigh Moolman-Pasio | Marta Bastianelli |
| 2e etappe      | Castellón - Vila-real | 115 km         | Marta Bastianelli | Hannah Barnes          | Alicia González   |
| 3e etappe      | Sagunto - Valencia    | 137 km         | Nicole Steigenga  | Lotta Lepistö          | Marta Bastianelli |
| 4e etappe      | Benidorm - Benidorm   | 118 km         | Hannah Barnes     | Ashleigh Moolman-Pasio | Alicia González   |
| Eindklassement | Eindklassement        | Eindklassement | Hannah Barnes     | Ashleigh Moolman-Pasio | Alicia González   |

### 2019
|                | Start - Finish                       | Afstand        | Eerste           | Tweede                    | Derde                  |
| -------------- | ------------------------------------ | -------------- | ---------------- | ------------------------- | ---------------------- |
| 1e etappe      | Cullera - Gandia                     | 126 km         | Ruth Winder      | Soraya Paladin            | Karol-Ann Canuel       |
| 2e etappe      | Borriol - Vila-real                  | 100 km         | Lotta Lepistö    | Maria Giulia Confalonieri | Elena Cecchini         |
| 3e etappe      | La Nucia - Castalla (Xorret de Catí) | 110 km         | Clara Koppenburg | Ashleigh Moolman-Pasio    | Soraya Paladin         |
| 4e etappe      | Valencia - Sagunto                   | 104 km         | Lotta Lepistö    | Elena Cecchini            | Coryn Rivera           |
| Eindklassement | Eindklassement                       | Eindklassement | Clara Koppenburg | Soraya Paladin            | Ashleigh Moolman-Pasio |

### 2020
|                | Start - Finish               | Afstand        | Eerste               | Tweede           | Derde            |
| -------------- | ---------------------------- | -------------- | -------------------- | ---------------- | ---------------- |
| 1e etappe      | Gandia - Cullera             | 103 km         | Emma Norsgaard       | Arlenis Sierra   | Jip van den Bos  |
| 2e etappe      | Agost - Finestrat            | 126 km         | Anna van der Breggen | Demi Vollering   | Clara Koppenburg |
| 3e etappe      | Valencia - Haven van Sagunto | 094 km         | Lizbeth Salazar      | Elizabeth Holden | Arlenis Sierra   |
| 4e etappe      | Betxí - Vila-real            | 140 km         | Leah Thomas          | Katie Hall       | Mavi García      |
| Eindklassement | Eindklassement               | Eindklassement | Anna van der Breggen | Clara Koppenburg | Demi Vollering   |

### 2021
|                | Start - Finish        | Afstand        | Eerste               | Tweede           | Derde            |
| -------------- | --------------------- | -------------- | -------------------- | ---------------- | ---------------- |
| 1e etappe      | Barxeta - Gandia      | 125 km         | Annemiek van Vleuten | Mavi García      | Katrine Aalerud  |
| 2e etappe      | Castellón - Vila-real | 130 km         | Sandra Alonso        | Sheyla Gutiérrez | Arianna Fidanza  |
| 3e etappe      | Sagunto - Valencia    | 108 km         | Alice Barnes         | Sheyla Gutiérrez | Mylène de Zoete  |
| 4e etappe      | Finestrat - Alicante  | 114 km         | Urška Žigart         | Arianna Fidanza  | Sheyla Gutiérrez |
| Eindklassement | Eindklassement        | Eindklassement | Annemiek van Vleuten | Mavi García      | Katrine Aalerud  |

### 2022
|                | Start - Finish                      | Afstand        | Eerste               | Tweede                | Derde             |
| -------------- | ----------------------------------- | -------------- | -------------------- | --------------------- | ----------------- |
| 1e etappe      | Tavernes de la Valldigna - Gandia   | 114 km         | Elisa Balsamo        | Ruby Roseman-Gannon   | Anouska Koster    |
| 2e etappe      | Altea - Cocentaina                  | 117 km         | Ellen van Dijk       | Soraya Paladin        | Marta Bastianelli |
| 3e etappe      | Vila-real - Vistabella del Maestrat | 135 km         | Annemiek van Vleuten | Cecilie Uttrup Ludwig | Marta Cavalli     |
| 4e etappe      | Sagunto - Valencia                  | 118 km         | Marta Bastianelli    | Elisa Balsamo         | Susanne Andersen  |
| Eindklassement | Eindklassement                      | Eindklassement | Annemiek van Vleuten | Cecilie Uttrup Ludwig | Marta Cavalli     |

### 2023
|                | Start - Finish                    | Afstand        | Eerste           | Tweede           | Derde                |
| -------------- | --------------------------------- | -------------- | ---------------- | ---------------- | -------------------- |
| 1e etappe      | Valencia - Sagunto                | 119 km         | Elisa Balsamo    | Lotta Henttala   | Coryn Labecki        |
| 2e etappe      | Burriana - Vila-real              | 116 km         | Elisa Balsamo    | Lotta Henttala   | Megan Jastrab        |
| 3e etappe      | Agost - Altea                     | 132 km         | Ashleigh Moolman | Amanda Spratt    | Annemiek van Vleuten |
| 4e etappe      | Tavernes de la Valldigna - Gandia | 113 km         | Elise Uijen      | Justine Ghekiere | Karlijn Swinkels     |
| Eindklassement | Eindklassement                    | Eindklassement | Justine Ghekiere | Ashleigh Moolman | Amanda Spratt        |

### 2024
|                | Start - Finish                    | Afstand        | Eerste             | Tweede               | Derde                |
| -------------- | --------------------------------- | -------------- | ------------------ | -------------------- | -------------------- |
| 1e etappe      | Tavernes de la Valldigna - Gandia | 113 km         | Elisa Balsamo      | Marianne Vos         | Noemi Rüegg          |
| 2e etappe      | Borriol - La Vall d'Uixó          | 117 km         | Marlen Reusser     | Marianne Vos         | Évita Muzic          |
| 3e etappe      | Alicante - Xorret de Catí         | 129 km         | Niamh Fisher-Black | Gaia Realini         | Katarzyna Niewiadoma |
| 4e etappe      | Sagunto - Valencia                | 118 km         | Elisa Balsamo      | Arlenis Sierra       | Nadia Quagliotto     |
| Eindklassement | Eindklassement                    | Eindklassement | Marlen Reusser     | Katarzyna Niewiadoma | Niamh Fisher-Black   |

### 2025
|                | Start - Finish     | Afstand        | Eerste           | Tweede                   | Derde                    |
| -------------- | ------------------ | -------------- | ---------------- | ------------------------ | ------------------------ |
| 1e etappe      | Alzira - Gandia    | 112 km         | Demi Vollering   | Marlen Reusser           | Anna van der Breggen     |
| 2e etappe      | Benicasim - Nules  | 134 km         | Mischa Bredewold | Elisa Balsamo            | Liane Lippert            |
| 3e etappe      | Sagunto - Valencia | 118 km         | Elisa Balsamo    | Ingvild Gåskjenn         | Agnieszka Skalniak-Sójka |
| 4e etappe      | Elche - Alicante   | 132,5 km       | Elisa Balsamo    | Agnieszka Skalniak-Sójka | Liane Lippert            |
| Eindklassement | Eindklassement     | Eindklassement | Demi Vollering   | Marlen Reusser           | Anna van der Breggen     |

Schwalbe Women's One Day Classic · 
Ronde van Valencia · 
Wielerweek van Valencia · 
GP Oetingen · 
Nokere Koerse · 
Dwars door Vlaanderen · 
Brabantse Pijl · 
Clásica Féminas de Navarra · 
Veenendaal-Veenendaal Classic · 
Ronde van Thüringen · 
GP Fourmies · 
Grote Prijs van Stuttgart · 
Ronde van Emilia · 
GP Ciudad de Eibar · 
Ronde van de Drie Valleien